# Bernat de Centelles Riu-sec i de Cabrera
Bernat de Centelles Riu-sec i de Cabrera (? - 1433), baró de Nules i d'Oliva, fou un noble i militar del Regne de València.

## Ascendència i descendència
Fill de Gilabert de Centelles i Riu-sec, conegut també per Ramon de Riu-sec, es casà amb Elionor de Queralt, baronessa de Rocafort de Queralt. Del matrimoni nasqué Francesc Gilabert de Centelles Riu-sec i de Queralt, Violant i Caterina.

## Biografia
De molt jove s'incorporà al servei de la corona com a camarlenc de Martí el Jove de Sicília, de qui fou conseller i amic, i l'acompanyà a les campanyes de Sardenya (1408) amb tropes pròpies. El 1409 va heretar de son pare els senyorius de Nules, Oliva i Rebollet, als quals afegirà els feus de Montacuto, Marghine, Osilo, Meilogu, Anglona i altres 39 llocs d'aquella illa cedits per Martí l'Humà en reconeixement dels seus mèrits i els dels seus avantpassats.
Tornà a València a la mort del seu pare per capitanejar el bàndol dels Centelles durant les lluites originades a partir de la mort del rei Martí l'Humà, en el context de les anomenades bandositats del Regne de València, on el Centelles eren partidaris de Ferran d'Antequera i els seus contraris, els Vilaragut, de Jaume d'Urgell. El 1412 Bernat va participar en la batalla de Morvedre, on els urgellistes van perdre el penó de la ciutat de València i els Centelles va poder entrar a la capital, dominant així en poc temps el regne, quedant els Vilaragut reduïts. L'elecció de Ferran d'Antequera al Compromís de Casp va suposar el triomf dels Centelles, el rei va recompensar la seua lleialtat, nomenant-lo mariscal de la Corona i Conestable d'Aragó. Més tard, Alfons el Magnànim el va fer capità general dels seus exèrcits durant les guerres de Sardenya, Còrsega i Nàpols, a més de donar-li diverses possessions a la península italiana, com el comtat de Goceà, donat el 15 de febrer de 1421, i el nomenament com a virrei de Sardenya el mateix any fins a 1433, any de la seua mort.